# Jaroslav Pechman

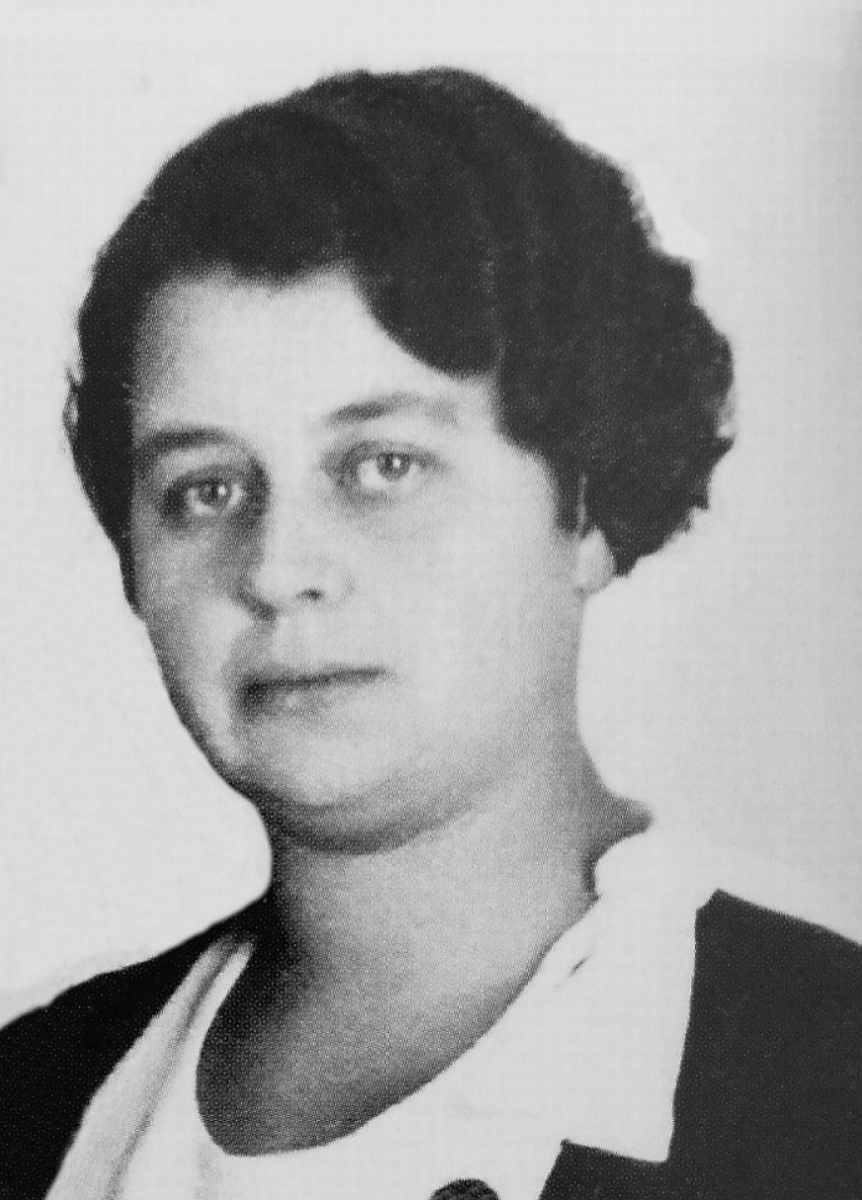
Jeho manželka – Marie Pechmanová

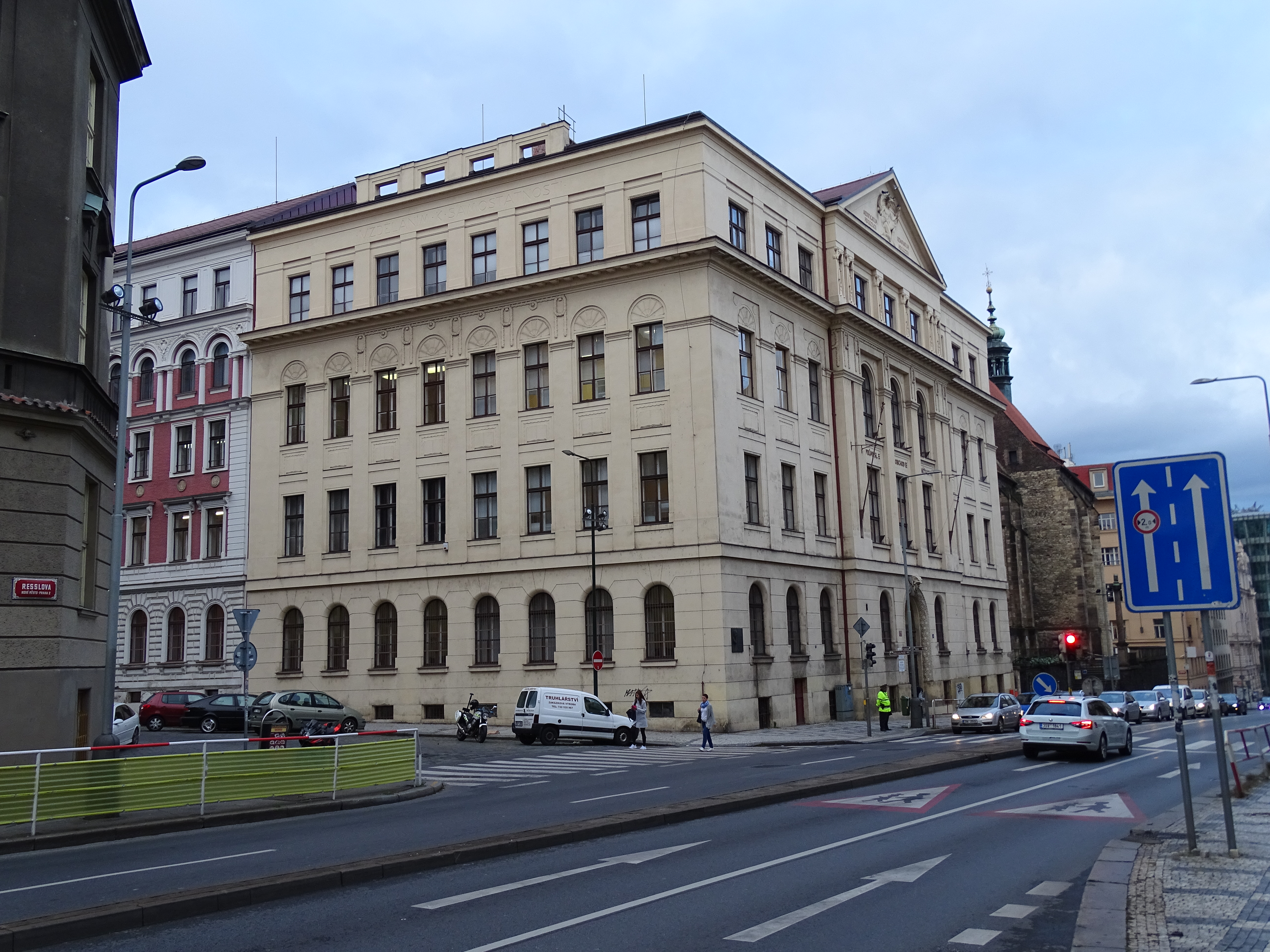
Budova „Československé akademie obchodní“ v Resslově ulici číslo 8, kde studoval Jaroslav Pechman mladší

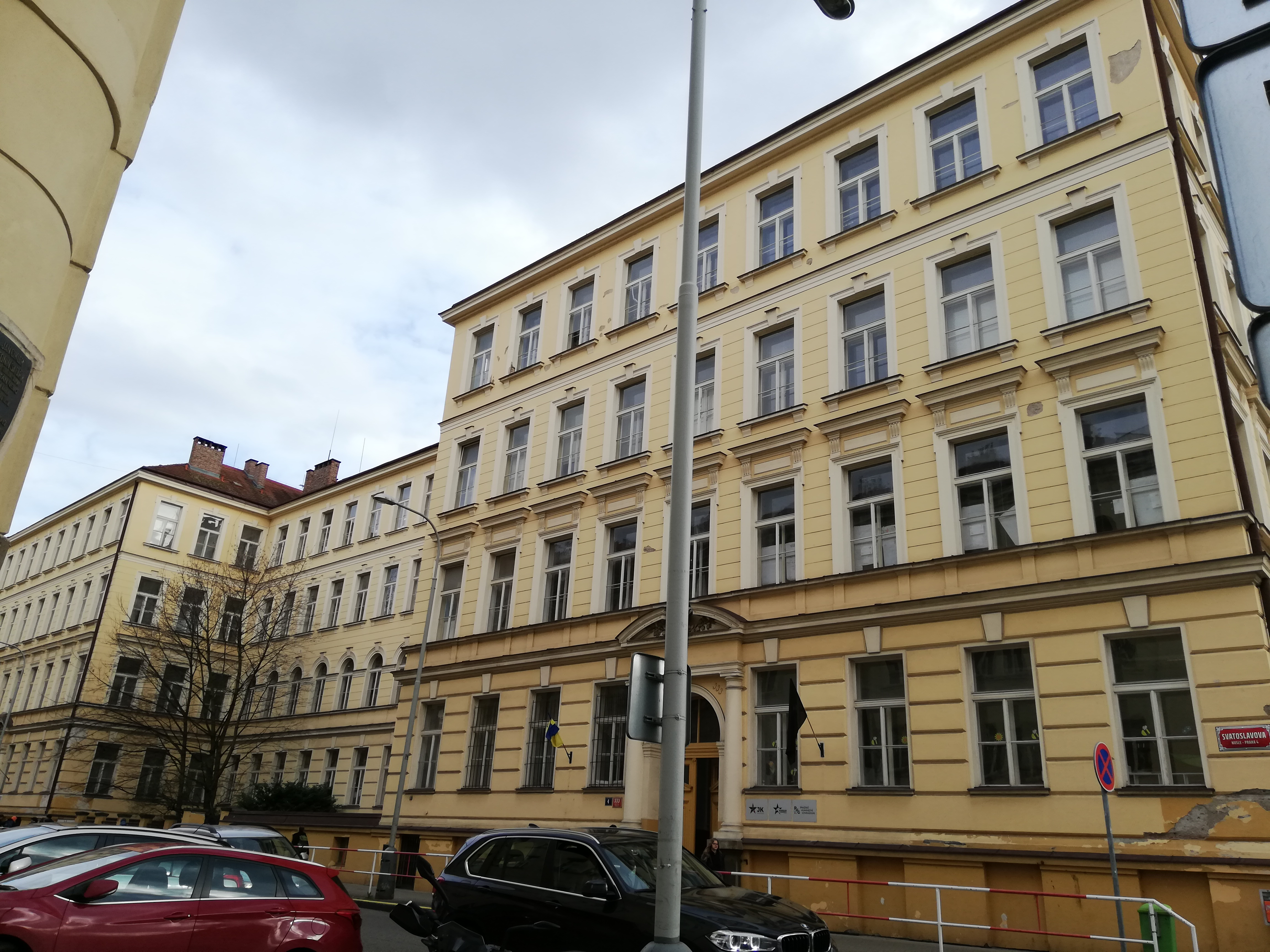
Budova Hlavní dívčí školy ve Svatoslavově ulici v pražských Nuslích, kde studovala jeho dcera Milena Pechmanová

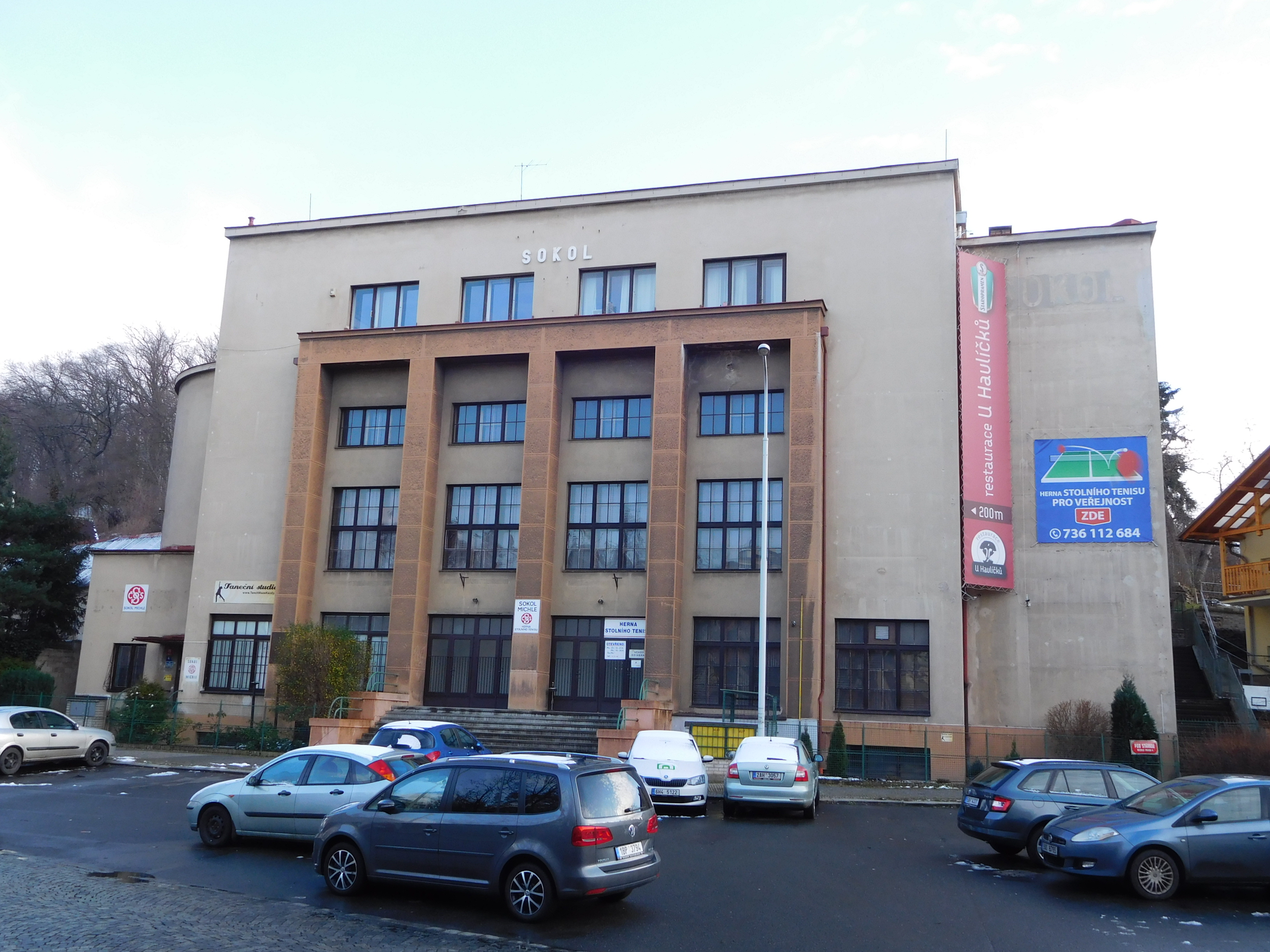
Budova sokolské organizace v pražské Michli o kterou se zasloužil Jaroslav Pechman

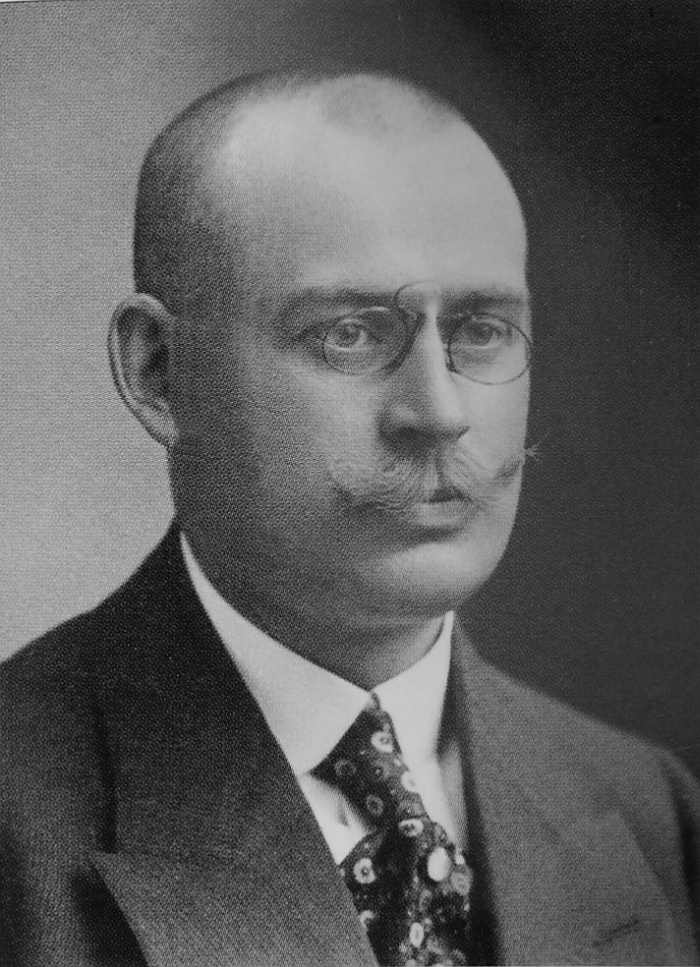
Václav Pokorný – švagr Jaroslava Pechmana

Jaroslav Pechman (1. května 1900 Radobyčice – 5. října 1942 Praha) byl za Protektorátu Čechy a Morava starostou pražské sokolské jednoty v Michli. Spolu se svojí manželkou Marií Pechmanovou a synem Jaroslavem Pechmanem mladším byl příslušníkem radikální sokolské odbojové skupiny Říjen, která byla fundamentální složkou sokolské protiněmecké ilegální organizace Jindra. Rodina Pechmanových patřila mezi nejbližší podporovatele operace Anthropoid a rozhodujícím způsobem pomohla československým parašutistům splnit jejich úkol.

## Život
Jaroslav Pechman se narodil 1. května 1900 v Radobyčicích (dnes součást města Plzeň). V roce 1919, když dokončil svoje vzdělávání, se přestěhoval do Prahy. Tady vykonával funkci poštovního asistenta u Československé státní pošty. S Marií Bohuslavovou původem z Kosmonos se Jaroslav oženil v roce 1924. Marie se hlásila k českobratrské církvi evangelické a byla ženou v domácnosti. Pechmanovi bydleli v pražské Michli v Hanusově ulici 1025/9. Syn manželů Pechmanových Jaroslav se narodil 1. května 1925, po skončení základního školního vzdělání pokračoval ve studiu na Českoslovanské akademii obchodní v Resslově ulici a byl českobratrského vyznání. Milena Pechmanová – dcera manželů Pechmanových – přišla na svět 6. prosince 1929. V roce 1942 studovala ve Svatoslavově ulici v pražských Nuslích na Hlavní dívčí škole ve třídě III. A.

### Sokolská organizace
Rodina Pechmanových byla svázána se sokolskou organizací v Praze–Michli. Jaroslav Pechman tam posléze zastával funkci starosty a byl to právě on, kdo měl (krom jiných činovníků) v roce 1937 zásadní podíl na zahájení, výstavbě a dokončení tamní nové sokolovny.
Sokolové na vrchu Bohdalec zřídili (ještě před rokem 1937) cvičiště a Jaroslav Pechman zajistil pro michelskou organizaci koupi pozemků pod tímto cvičištěm. Spolu s tehdejším náčelníkem jednoty Miroslavem Hvězdou zavedl Pechman do průpravy sokolů i branné prvky jako reakci na zostřující se mezinárodní situaci.
Během první republiky v Československu se sokolské jednoty působící ve vnitrozemí snažily podporovat sokolské organizace v příhraničních regionech republiky, protože tyto trpěly především nízkou českou členskou základnou. Nejinak tomu bylo i v případě sokolské jednoty v Praze–Michli, která působila od roku 1921 jako „podporovatelka“ sokola v Hájích u Duchcova. Řídící učitel Jan Zelenka-Hajský v roce 1925 odešel učit do nové české školy v Háji u Duchcova, kterou předtím ve svém volném čase pomáhal stavět. Kolem roku 1927 se stal starostou místního Sokola. Háj u Duchcova pravidelně navštěvoval „služebně“ od roku 1926 i Jaroslav Pechman, který se tam zúčastňoval valných hromad jednoty, byl tam přítomen i v letech 1928 a 1929 při slavnostním otevírání prozatímní a poté i nově zbudované místní sokolovny. A byl to Jaroslav Pechman, kdo dovezl v roce 1935 z Michle do Hájů nový slavnostní sokolský prapor včetně skříně na jeho uskladnění, 10 slavnostních krojů a pamětní knihy. V Háji u Duchcova setrval Jan Zelenka-Hajský až do roku 1938, kdy obec připadla nacistickému Německu v důsledku mnichovské dohody; s rodinou pak uprchl zpět do Prahy. Přátelství obou sokolských činovníků navázané v Hájích u Duchcova pak logicky pokračovalo a vyústilo za protektorátu ve spolupráci v pražském sokolském protiněmeckém odboji.

### Za protektorátu
Po nastolení protektorátu (po 15. březnu 1939) se na konci jara 1939 začalo o vrcholné sokolské funkcionáře intenzivně zajímat gestapo a to poté, co prokazatelně zjistilo, že řada členů Sokola je zapojena do domácího protiněmeckého odboje a že vojenské velení ilegální organizace Obrana národa se Sokolem počítá jako se svou zálohou pro období plánovaného převratu. Dne 1. září 1939 Karl Hermann Frank odstartoval (pod krycím názvem „Aktion Albrecht der Erste“) preventivní zatýkání představitelů českého veřejného života a sokolských žup a jednot (2 000 osob). Činnost svazu, žup, jednot i připojených spolků zakázal následně říšský protektor Konstantin von Neurath přípisem z 12. dubna 1941. V noci ze 7. na 8. říjen 1941 odstartoval Reinhard Heydrich „Akci Sokol“ namířenou proti vysokým sokolským funkcionářům, župním tělovýchovným a okresním činitelům. Celkem bylo zatčeno kolem 1 500 sokolů, z nichž velká většina putovala rovnou do Malé pevnosti v Terezíně a potom do koncentračního tábora v Osvětimi. Akci završil Reinhard Heydrich dne 11. října 1941 úředním rozpuštěním spolku „Česká obec sokolská“ se sídlem v Praze.  
Po okupaci Čech a Moravy Němci, ještě za existence sokolské organizace, vznikla ilegální paralelní struktura nazývaná Obec sokolská v odboji (OSVO) spolupracující s Obranou národa (ON) a později i s Politickým ústředím (PÚ). OSVO vyvíjela především zpravodajskou, ale i propagandistickou a sabotážní činnost. Rozbití první garnitury vedení OSVO na přelomu let 1939 / 1940 bylo kompenzováno nástupem druhé garnitury, která v Čechách více spolupracovala s ON a na Moravě pak s Petičním výborem Věrni zůstaneme (PVVZ). V srpnu 1941 se OSVO úžeji propojila s PVVZ čímž vznikla rozsáhlá ilegální odbojová protiněmecká struktura.

### Jindra a Říjen
Po zákazu sokola (11. října 1941) začal Ladislav Vaněk budovat nástupnickou sokolskou organizaci nazývanou „Jindra“ (nebo Jindra-Vaněk), která navazovala na Němci rozbitou OSVO. „Jindra“ volně sdružovala menší odbojové organizace, důsledně konspirovala (šifrování, krycí adresy, zpravodajské přepážky, apod.) a navazovala spolupráci s paravýsadky, kterým poskytovala podporu.
V rámci „Jindry“ založili (v bytě u Pechmanů) na podzim 1941 Jaroslav Pechman a Jan Zelenka-Hajský radikální sokolskou odbojovou organizaci (frakci) zvanou „Říjen“, určenou pro sabotážní a diverzní akce. Toto zacílení nakonec dovedlo členy Října i k přípravám atentátu na R. Heydricha a aktivní podpoře výsadkářů skupiny Anthropoid.
Kromě Jaroslava Pechmana a Jana Zelenky-Hajského do Října patřili i Oldřich Frolík, Václav Novák, František Hejl, Karel Pavlík, Antonín Oktábec a František Pecháček. Konspirační schůzky těchto odbojářů se konaly někdy i v bytě u Pechmanů a Jaroslav Pechman při nich jistil ostatní odbojáře pomocí zbraně uschované v pouzdře na housle.

### Podpora parašutistů
- Po příchodu parašutistů ze skupiny Anthropoid do Prahy v lednu 1942 se Pechman a ostatní členové Října (i jejich rodinní příslušníci) aktivně zapojili do jejich podpory. Parašutistům opatřovali ilegální ubytování, zajišťovali jim prádlo, sháněli jídlo, opatřovali falešné legitimace a fingované pracovní knížky.[2]
- Odbojáři dokonce získali i nějaké zbraně. Ty zakopal Jaroslav Pechman na zahradě jejich domu v Michli. Parašutisté je sice nepoužili, ale ve dnech Pražského květnového povstání byly z úkrytu vyzvednuty a našli svoje použití v rukou povstalců..[2]
- Z účtu místní sokolské jednoty v Michli se podařilo Pechmanovi získat pro parašutisty i 100 tisíc Kč. (Jako starosta sokolské jednoty dal k vyvedení finanční částky osobní příkaz.) Jan Kubiš si do michelské záložny chodil tyto peníze postupně dle potřeby parašutistů osobně vybírat.[2]
- V letech 1941 / 1942 zastával Pechman funkci vrchního tajemníka Ředitelství pošt. Z této pozice určil michelskou sokolovnu coby sklad poštovních cenin, čímž budovu uchránil před zabavením německou brannou mocí.[2]
- A byl to Jaroslav Pechman, komu se podařilo napojit parašutisty na plzeňské odbojáře, resp. na starostu Radobyčic Karla Baxu.[2]

### Zatčení
Pechmanovu zatčení předcházelo zatčení jiného odbojáře, podporovatele parašitistů a člena frakce Říjen – Oldřicha Frolíka. To se odehrálo 23. září 1942 na ulici, kam byl Frolík lstivě vylákán konfidentem gestapa Jaroslavem Panenkou (* 1. února 1908 – 22. října 1948) a kde nakonec podlehl neskutečné přesile osmi mužů ze zatýkacího komanda.
Tato skutečnost zvýšila Pechmanovu ostražitost takže své zatčení logicky očekával v řádu následujících dní a pro tento případ měl připravenu želatinovou ampulku s cyankáli. Byl zatčen v pondělí 5. října 1942 na svém pracovišti na ředitelství pošt v Holečkově ulici na pražském Smíchově. Rozkousnutá ampulka s kyanidem draselným, kterou v nestřeženém okamžiku pozřel, jej spolehlivě otrávila, takže gestapo dovezlo do Petschkově paláce jen jeho umírající tělo. Tělesné ostatky Jaroslava Pechmana byly pohřbeny do anonymního (neoznačeného) šachtového hrobu u severní zdi  Ďáblického hřbitova v Praze.
Dne 5. října 1942 byla doma zatčena i jeho manželka Marie a ve škole syn Jaroslav. Oba byli vyslýcháni, vězněni v Malé pevnosti v Terezíně a v nepřítomnosti odsouzeni stanným soudem k trestu smrti, který byl vykonán v koncentračním táboře Mauthausen dne 26. ledna 1943. Třináctiletá dcera Milena Pechmanová byl zatčena 7. října 1942 a po svém zatčení byla vězněna ve speciální věznici gestapa (dětský domov s tvrdým režimem) v Praze na zámečku na Jenerálce. Spolu s dalšími dětmi odbojářů a podporovatelů parašutistů prošla internačním táborem ve Svatobořicích a pracovním táborem v Plané nad Lužnicí, kde se v květnu 1945 dočkala konce druhé světové války.

## Dovětek
S Pechmanovými bydlel ve spojeném bytě na jednom patře (na adrese Hanusova 1025/9, 140 00 Praha 4 - Michle) ještě strýc (manžel sestry) Marie Pechmanové Václav Pokorný. Václav Pokorný se narodil 5. srpna 1875 v Kosmonosech a za protektorátu byl poštovním pokladníkem. Ačkoliv o odbojových aktivitách svojí sestry Marie Pechmanové ani o protiněmecké činnosti svého švagra Jaroslava Pechmana nic nevěděl, byl současně s příslušníky rodiny Pechmanových dne 5. října 1942 rovněž zatčen. Jeho zatčení zdůvodnil kriminální komisař gestapa (z pražského oddělení II.G) SS-Hautpsturmführer Heinz Jantur (Hans Jentur) tím, že v případě Václava Pokorného šlo o „zastírání důkazů“. Pokorný byl z malé pevnosti v Terezíně deportován 15. ledna 1943 do koncentračního tábora Mauthausen, kde byl 26. ledna 1943 v 16.51 hodin zavražděn výstřelem do týla.

Někteří ze členů radikální organizece Říjen
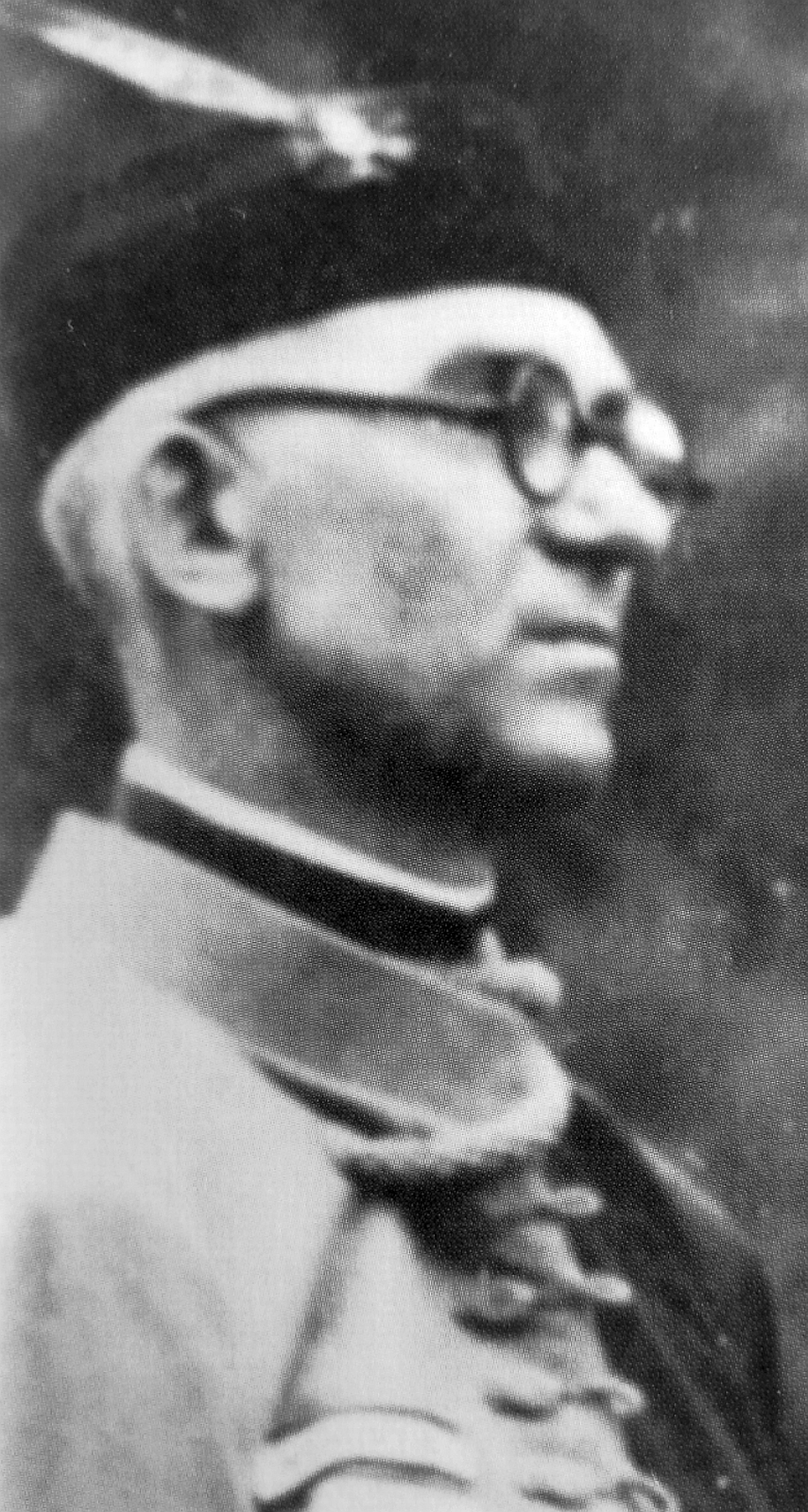
Jan Zelenka-Hajský
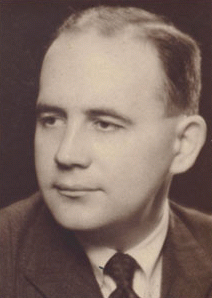
Oldřich Frolík
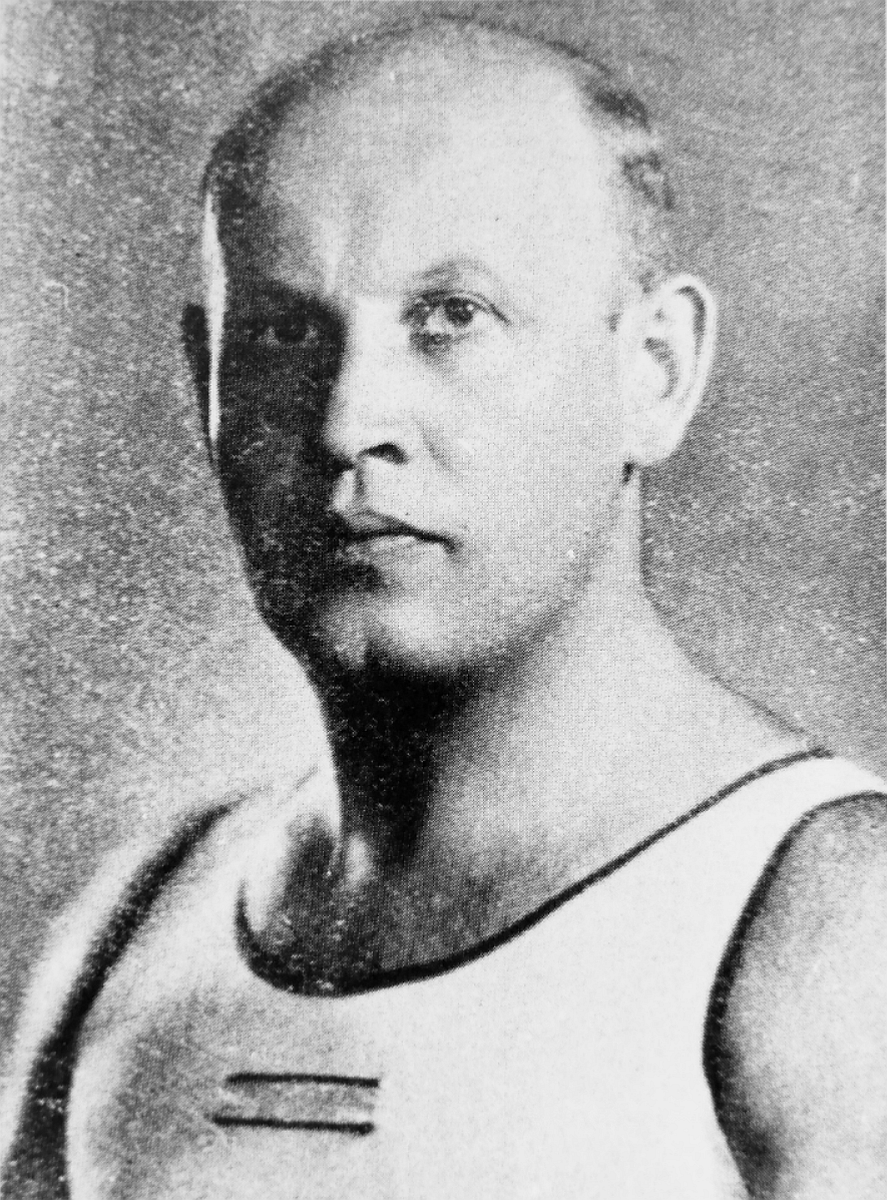
František Hejl
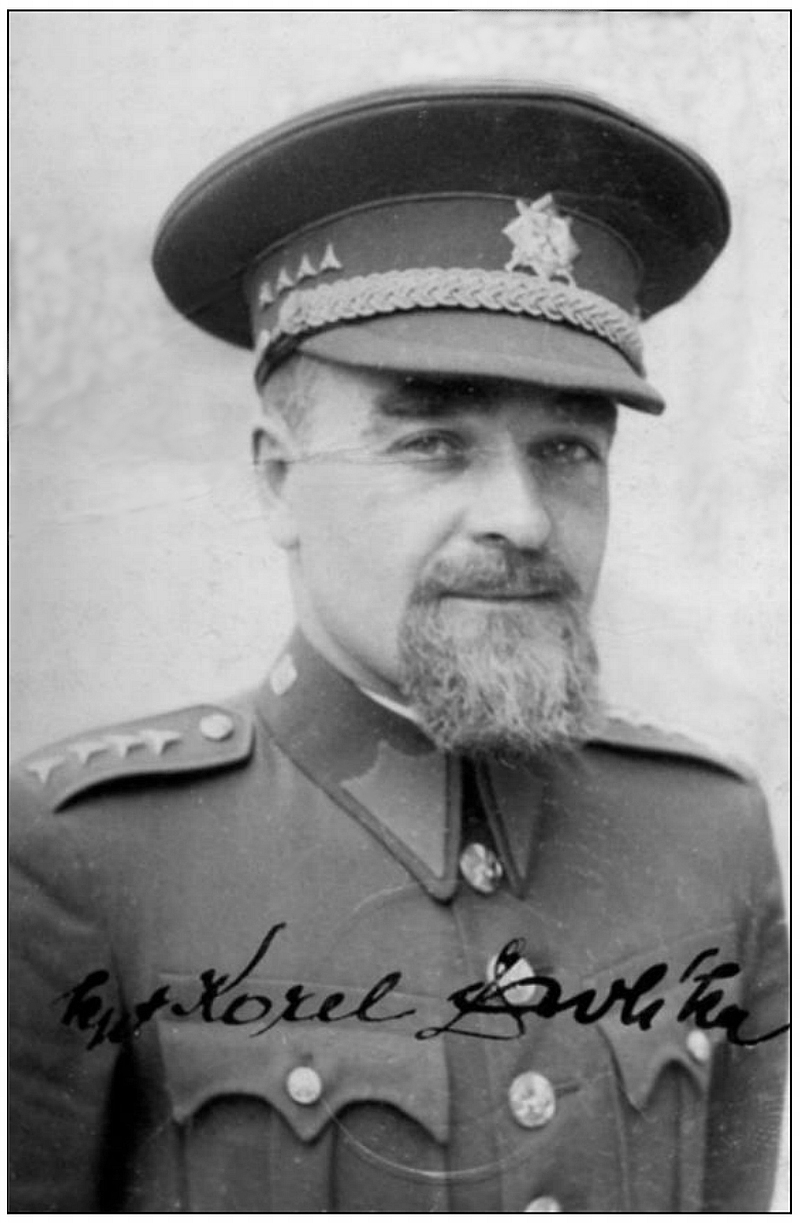
Karel Pavlík
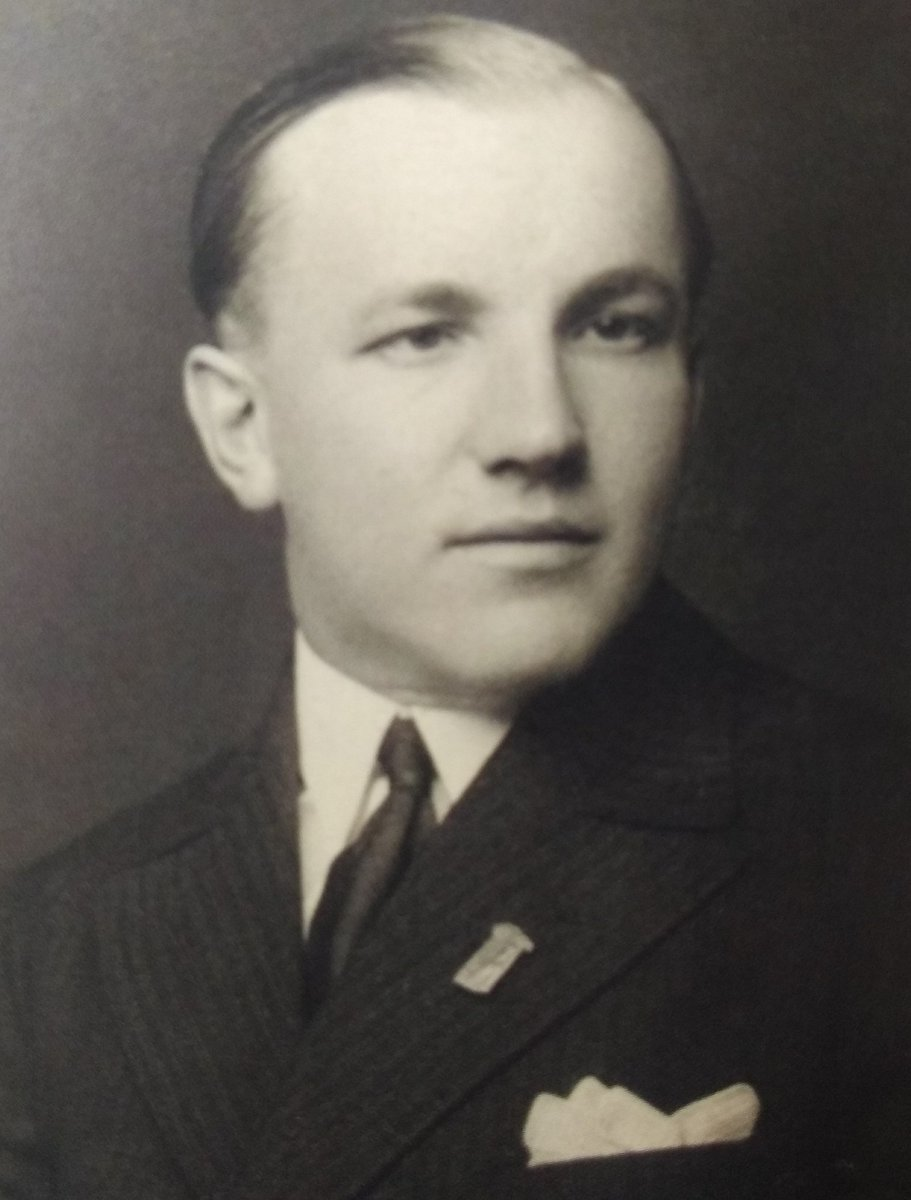
Antonín Oktábec
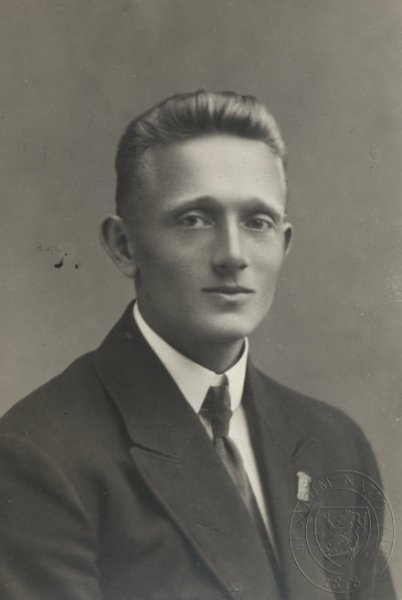
František Pecháček
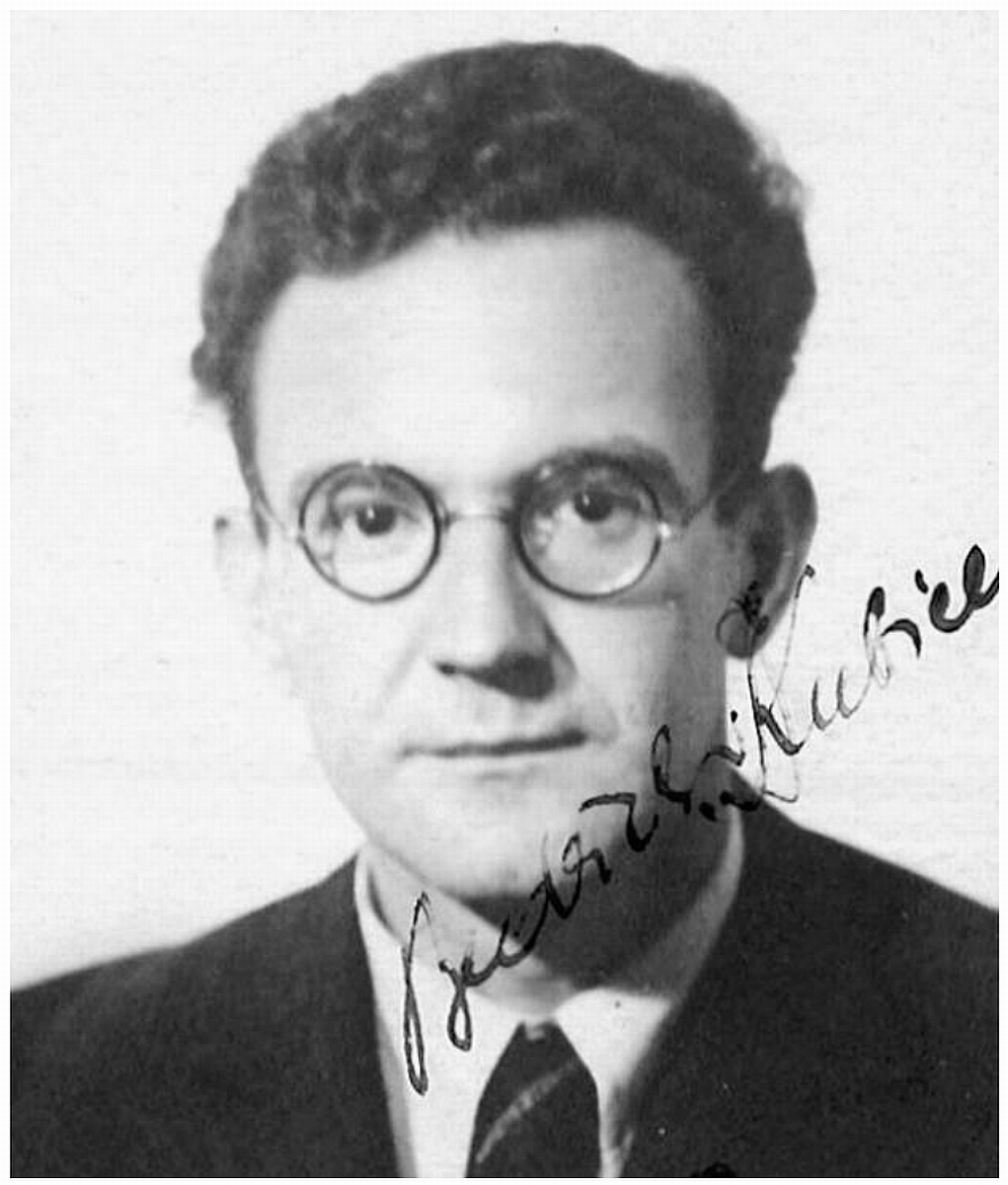
Bedřich Kubice

## Po druhé světové válce
Ministr národní obrany generál Ludvík Svoboda udělil 3. srpna 1946 kapitánu v záloze Jaroslavu Pechmanovi, jeho manželce Marii Pechmanové a jejich synovi Jaroslavu Pechmanovi mladšímu československý válečný kříž.

## Připomínky
- Jeho jméno (Pechmann Jaroslav *1.5.1900) i jméno jeho manželky (Pechmannová Marie *6.4.1902) jsou uvedena na pomníku při pravoslavném chrámu svatého Cyrila a Metoděje (adresa: Praha 2, Resslova 9a). Pomník byl odhalen 26. ledna 2011 a je součástí Národního památníku obětí heydrichiády.[9][10][11]
- Na vnější fasádě domu na adrese Hanusova 1025/9, 140 00 Praha 4 - Michle[p. 1] se nachází pamětní deska věnovaná rodině Pechmanových. Na desce je nápis: JAROSLAV PECHMAN, STAROSTA SOKOLA MICHLE I. / S CHOTÍ MARIÍ, SYNEM JAROSLAVEM / A VÁCLAV POKORNÝ / OBĚTOVALI SVÉ ŽIVOTY / ZA VLAST. / V PRAZE 5.X.1942 V MAUTHAUSENU 26.1.1943 / TĚL. JEDNOTA SOKOL MICHLE I.[12] Pamětní deska byla odhalena 5. října 1947 čeleny tělocvičné jednoty Sokol z Michle. Slavnostního odhalení se účastnili zástupci sokolů, legionářů, úřadů státní a místní správy, Československého červeného kříže a 39 sokolů z hudebního souboru.[2]
- V Praze 9 byla po rodině Pechmanových pojmenována ulice. (Pechmanových 1031/6, 190 00 Praha 9 - Vysočany, Česko.) Kromě červené tabule se jménem ulice je na sloupu elektrického osvětlení umístěna i modrá vysvětlující tabulka s následujícím textem:[13] Rodina Pechmanových / patřila mezi nejbližší podporovatele operace ANTHROPOID. // Marie Pechmanová (*6.4.1902) s manželem Jaroslavem Pechmanem (*1.5.1900) / a synem Jaroslavem Pechmanem (*1.5.1925) byli příslušníky radikální sokolské / odbojové skupiny Říjen, která rozhodujícím způsobem pomohla příslušníkům / výsadku splnit úkol. Jaroslav Pechman, bývalý starosta Sokola Michle, / při zatýkání gestapem 5.10.1942 požil jed, jeho manželka a syn byli Němci / zavražděni 26.1.1943 v KT Mauthausen.[13]
- Jména manželů Marie a Jaroslava Pechmanových i jejich syna Jaroslava Pechmana mladšího je uvedeno i na pamětní desce umístěné na budově Sokola Michle v Praze na adrese: Pod Stárkou 36/4, 140 00 Praha 4 - Michle (německy: Starkagrund).[6][14] Na desce je nápis: 1939 - 1945 // POLOŽILI JSME ŽIVOTY, / ABYSTE V LÁSCE A BRATRSTVÍ ŽILI // následuje výčet jmen .... / PECHMAN JAROSLAV / PECHMAN JAROSLAV ML / PECHMANOVÁ MARIE / následuje výčet jmen ... // ČEST VÁM, HRDINOVÉ! / TĚLOCVIČNÁ JEDNOTA SOKOL PRAHA-MICHLE I[14]
- Památce Marie Pechmanové a jejímu synovi Jaroslavu Pechmanovi mladšímu (ale i dalším odbojářům z řad sokolů) je věnována pamětní deska na zdi v koncentračním táboře Mauthausen (Rakousko) s následujícím textem:[15][16] „Mrtví, živí nezrození dosud, v bratrství vroucím neseme svůj osud - příslušníkům Sokola, kteří v tomto táboře za své národní přesvědčení, a za věrnost sokolským ideálům trpěli a obětovali své životy. Vašemu odkazu věrni zůstaneme: Ústředí Československého Sokolstva v zahraničí“.[15][16]

## Galerie

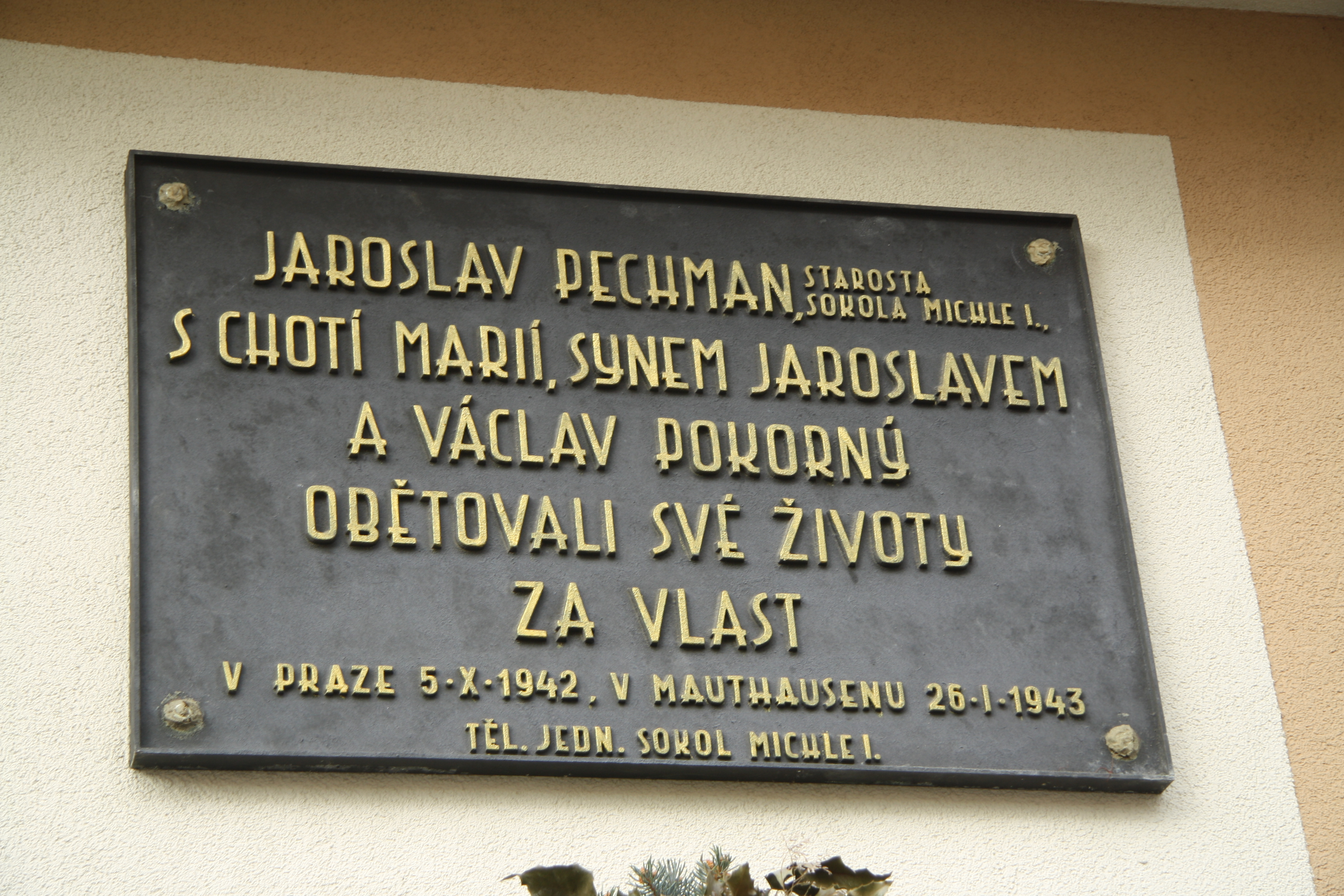
Pamětní deska obětem války a členům Sokola v Michli v ulici Hanusova 1025/9[12][p. 1]
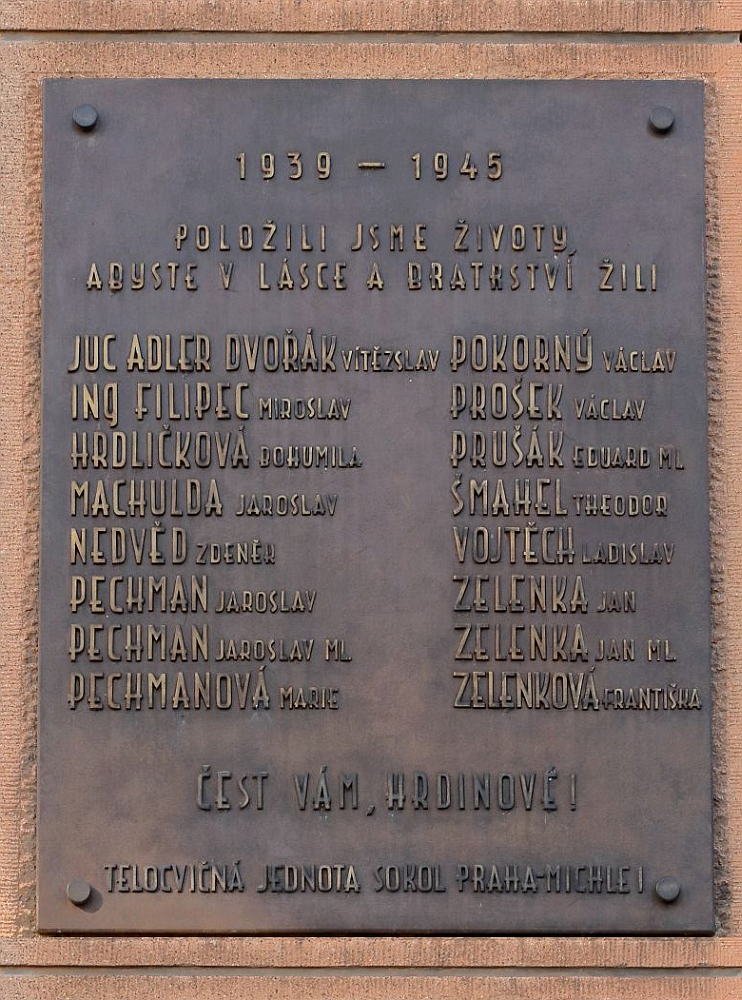
Pamětní deska na budově Sokola Michle v Praze 4
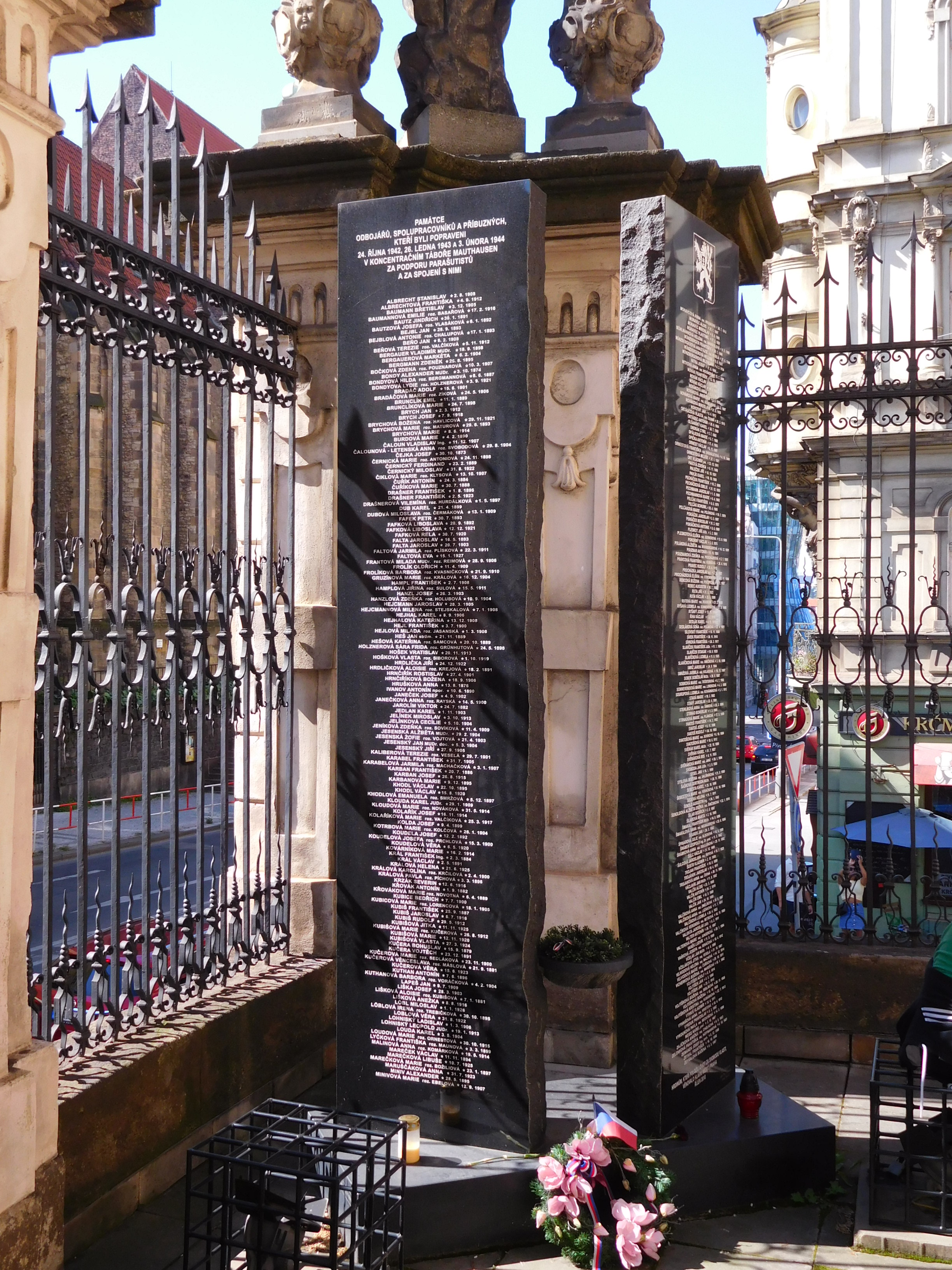
Pomník odbojářům popraveným a umučeným v souvislostí s operací Anthropoid (Resslova ulice)
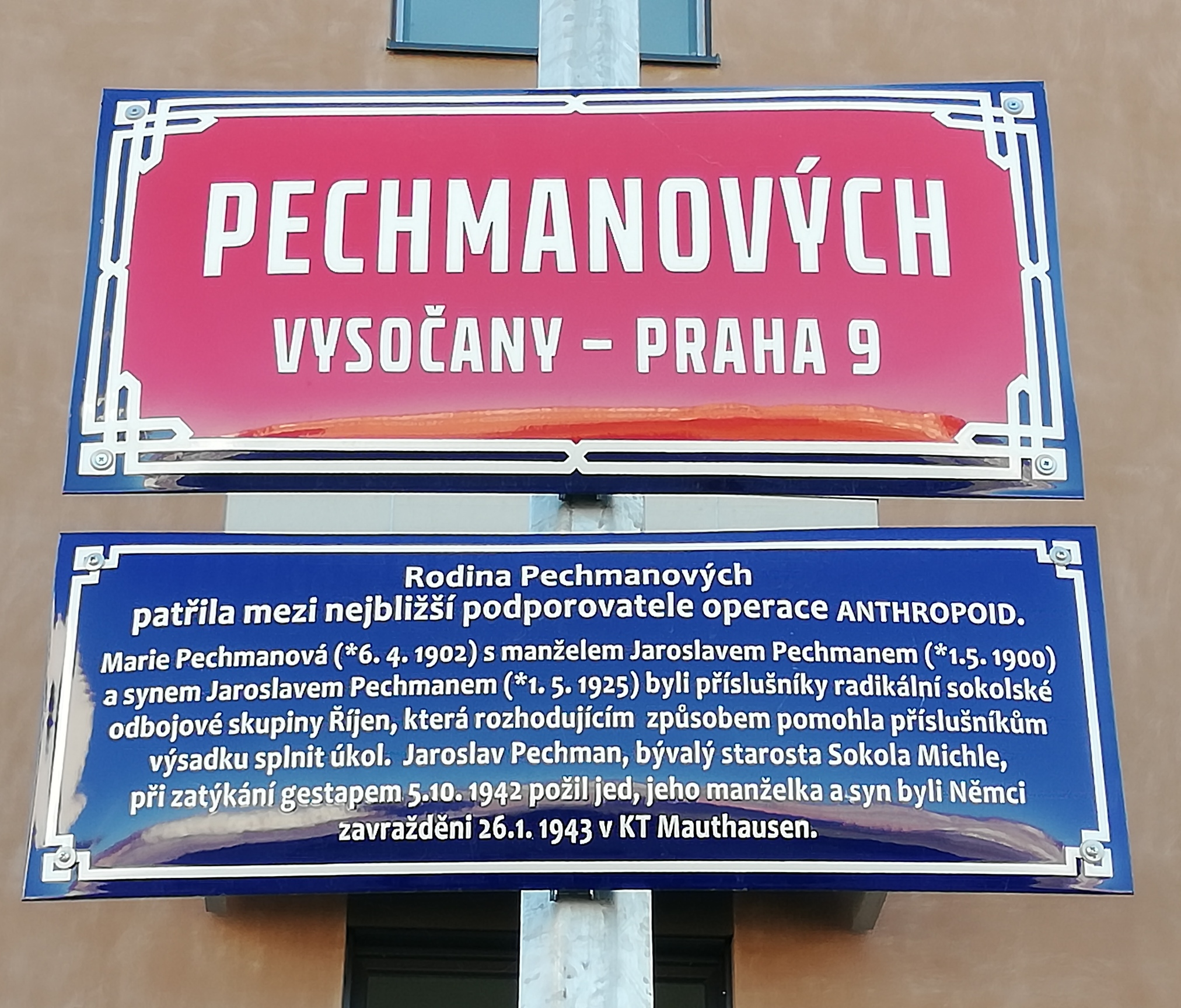
Červená a modrá tabulka v ulici Pechmanových